# Industria de pizarra en Gales
La industria de pizarra en Gales comenzó durante el período romano cuando la pizarra era utilizada para hacer techo de la fortaleza de Segontium, ahora Caernarvon. La industria de la pizarra creció lentamente hasta principios del siglo XVIII, luego se expandió rápidamente hasta finales del siglo XIX, en que las áreas más importantes que producían pizarra estaban en el noroeste de Gales, incluyendo Penrhyn Quarry cerca de Bethesda, Dinorwic Quarry cerca de Llanberis, las canteras del Valle Nantlle, y Blaenau Ffestinoig. Penrhyn y Dinorwig eran las canteras de pizarra principales del mundo, y la mina Oakeley en Blaneau Ffestiniog era la mayor mina de pizarra en el mundo. La pizarra se utiliza en los techos, pero también es producida como una losa gruesa para una variedad de usos incluyendo suelos, encimeras y lápidas.
Hasta finales del siglo XVIII, la pizarra era extraída en una escala pequeña por grupos de canteros que pagaban una regalía al propietario, acarreaba la pizarra a los puertos, y luego se enviaba a Inglaterra, Irlanda y algunas veces a Francia. 
Hacia finales del siglo, los terratenientes comenzaron a operar las grandes canteras, en una gran escala. Después que el gobierno suprimió el impuesto de pizarra en 1831, la rápida expansión fue impulsada por la construcción de ferrocarriles de vía estrecha para transportar las pizarras a los puertos. 
La industria de la pizarra dominó la economía del noroeste de Gales durante la segunda mitad del siglo XIX, pero en una escala mucho menor en otros lugares. En 1898, una fuerza laboral de 7000 hombres produjeron medio millón de toneladas de pizarra. Una amarga disputa en Penrhyn Quarry entre 1900 y 1903 marcó el comienzo de su declive, y la Primera Guerra Mundial vio una reducción grande en el número de hombres empleados en la industria. La Gran Depresión y la Segunda Guerra Mundial llevó el cierre de muchas minas pequeñas, y competición de otros materiales para techos, particularmente las baldosas. La producción de pizarra continúa en una escala muy reducida.